# Fanzin
För musikalbumet av Ulf Lundell, se Fanzine (musikalbum)

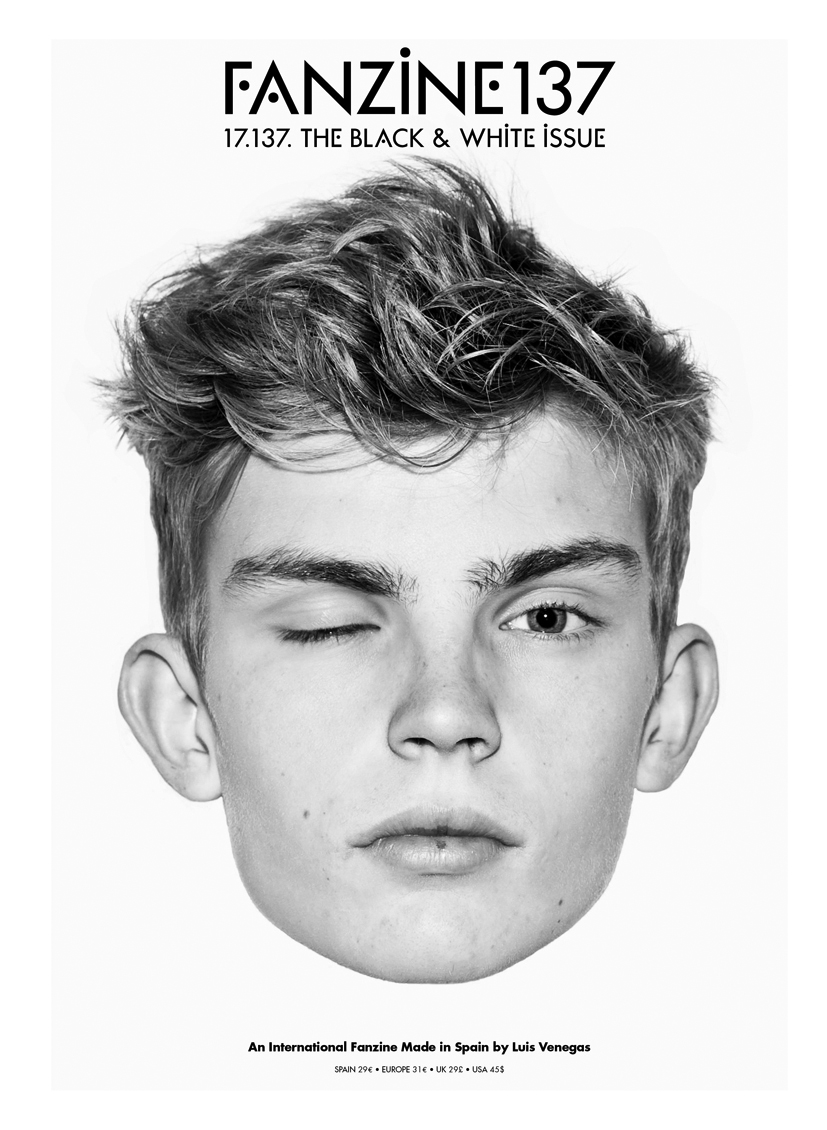
THE BLACK & WHITE ISSUE Fanzine.

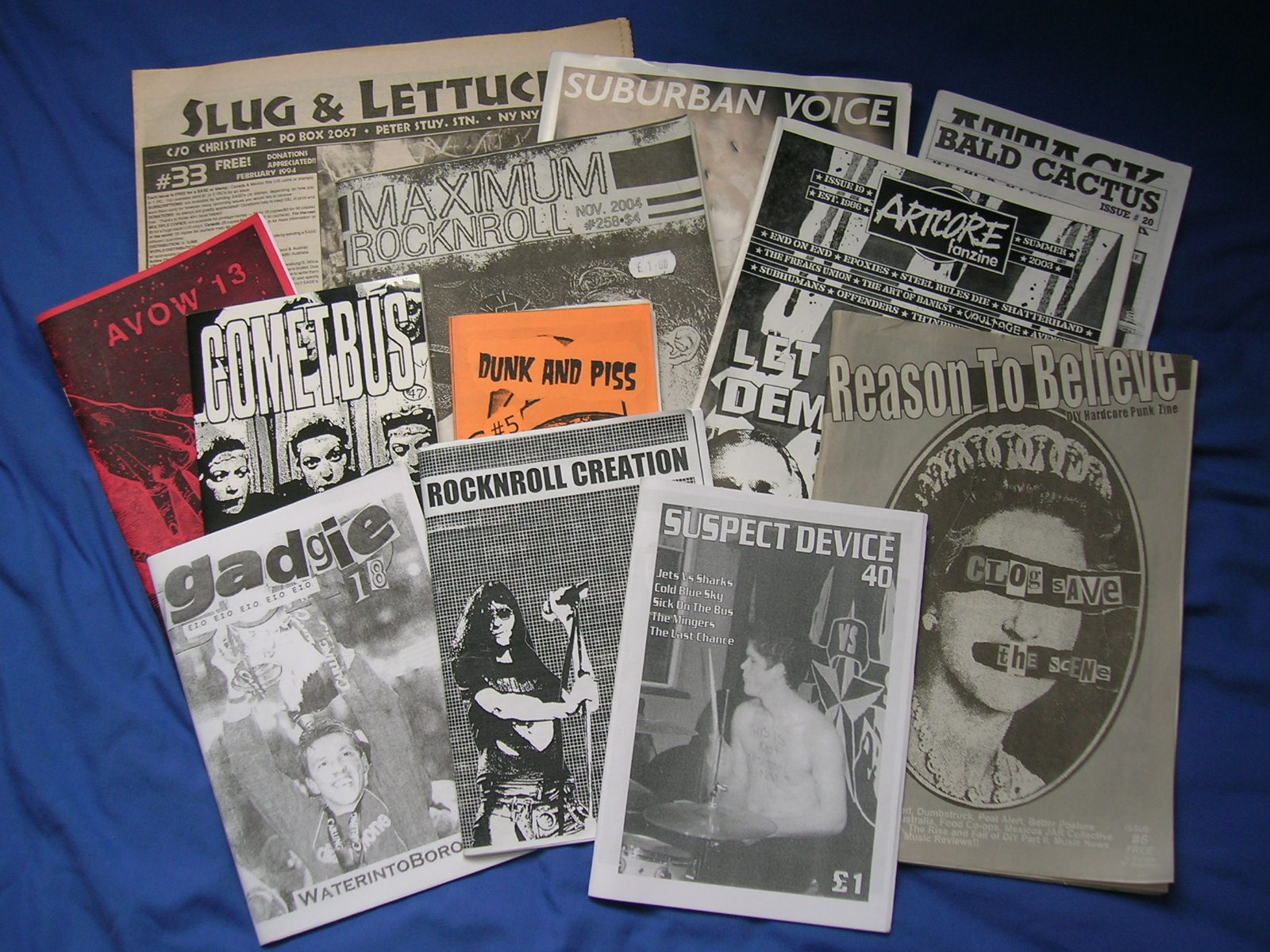
Ett urval av brittiska och amerikanska punkfanzin, 1994-2004

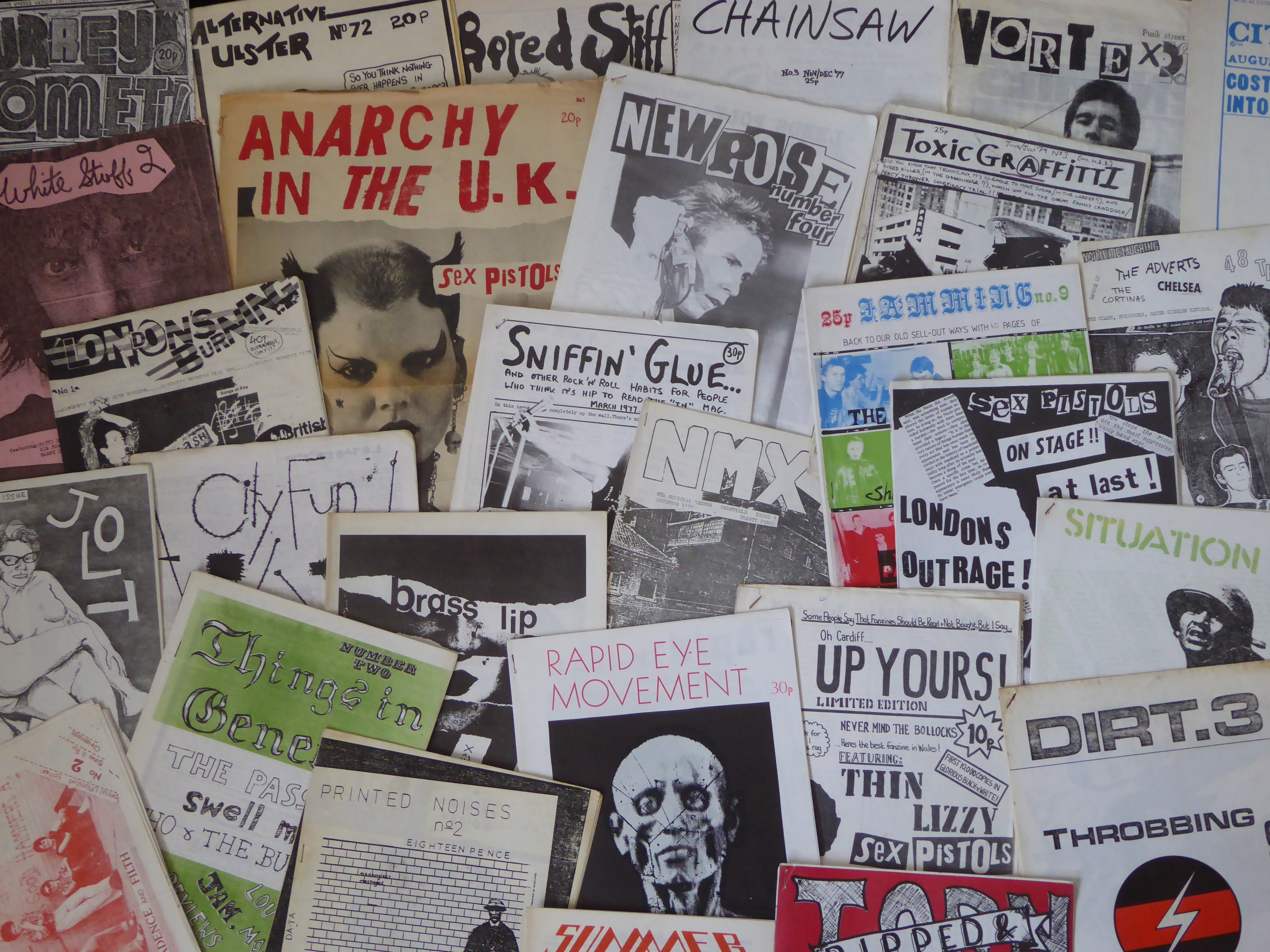
Diverse olika engelska punkfanzin.
Sniffin' Glue, New Pose, London's Burning, White Stuff, Anarchy In The UK, Jamming, 48 Thrills, Toxic Grafity, Chainsaw, Alternative Ulster, Bored Stiff, Vortex, London's Outrage, City Chains, Surrey Vomet, NMX, City Fun, Jolt, Situation 3, Brass Lip, Things In General, Rapid Eye Movement, Oh Cardiff Up Yours, Dirt, Guttersnipe, Printed Noises, Summer Salt, Ripped & Torn.

Fanzin (även fansin eller fanzine på svenska) är ett teleskopord, bildat av engelskans fan magazine och kan allmänt sägas vara en amatörpublicerad/hemmaproducerad tidskrift utgiven av supportrar och fans, med andra lika hängivna som främsta målgrupp. Innehållet har i regel anknytning till antingen hobbyn och/eller fanrörelsen. Ordet fanzin har sitt ursprung inom science fiction-fandom men har spritt sig till andra genrer. Det finns numera en uppsjö av svenska och utländska musikfanzin, seriefanzin, filmfanzin, litterära fanzin, konstfanzin, sportfanzin med mera.

## Definition och spridning
Utgivarna tjänar sällan pengar på utgivningen och bidragsgivare får i allmänhet inte betalt på något sätt. Ursprungligen distribuerades tidningarna spritduplicerade, som blåstenciler och senare som fotostatkopior. Med dagens layoutprogram, kopieringskvalitet och billiga tryckmöjligheter är det ofta svårare att dra en absolut gräns mellan "amatörpublicerad" och "professionellt publicerad" än det var på stencilernas tid. 
En vanlig – dock inte allmängiltig – åsikt är att skillnaden mellan en tidning eller ett magasin och ett fanzin är att fanzinet görs utan vinstintresse och utan att finansieras med annonser. De som förfäktar denna definition hävdar att en publikation inte längre kan kallas ett fanzin då det drivs med vinstintresse. Andra åsikter om detta finns emellertid. Begrepp som prozin (prozine) och semi-prozin (semi-prozine) förekommer ibland för att beteckna gränsfall.
Vissa bibliotek har fanzin, men det vanligaste sättet att få tag på fanzin är idag över internet eller i sammanhang där det ämne som fanzinredaktören skriver om presenteras.

## Science fiction-fanzin
Det engelska ordet fanzine myntades i oktober 1940 av Russ Chauvenet. Det första kända fanzinet var The Comet utgivet av Raymond A. Palmer 1930. Flera sedermera kända författare eller redaktörer började som skribenter i fanzin eller som utgivare av egna fanzin, eller bådadera. Ray Bradbury är ett av många exempel.
Inom anglosaxisk fandom, liksom inom svensk, fanns initiallt två typer av fanzin:
1. De fanniska innehöll inte amatörnoveller eller artiklar om SF utan handlade om fansen eller andra fans privatliv eller om olika skojfriska mytologier kring desamma.
2. De som var sercon (förkortning för serious constructive) försökte bli riktiga litterära tidskrifter eller i varje fall imitera sådana. Det uppstod så småningom en grupp till, som närmast var informella fora för professionella författare och redaktörer. Där kunde man hitta insändare av Philip K. Dick, som berättade om vilka droger han provat senaste helgen, eller reseskildringar från författare ute på turné eller som levde ett kringflackande liv.[3]

## Seriefanzin
I USA började seriefanzinmarknaden etableras under slutet av 1960-talet, för att växa sig stark framför allt under 1970-talets underground-rörelse, med Robert Crumb som den store föregångaren. Bland de namnkunniga svenska serieskapare som börjat i seriefanzin märks Ulf Jansson, Gunnar Krantz och Åsa Grennvall.